# Герб Краснодарского края
Герб Краснодарского края — символ Краснодарского края. Принят 28 июня 2004 года.
Герб утвержден Законом Краснодарского края от 28 июня 2004 г. № 730-КЗ "О внесении изменений в Закон Краснодарского края "О символах Краснодарского края" (принят Законодательным Собранием Краснодарского края 23 июня 2004 г.)
Законодательством Краснодарского края не предусмотрено использование каких-либо сокращенных версий герба края, но общие геральдические правила, действующие в России, позволяют использование любого герба без всех или части внешних украшений. На этом основании для герба Краснодарского края возможны несколько сокращенных версий.
Очень часто вместо герба Краснодарского края, описанного в законе и зарегистрированного в Государственном геральдическом регистре Российской Федерации с присвоением регистрационного номера — 1502, ошибочно используется изображение, ранее содержавшееся в данной статье, созданное в 2013 г. участником Hellerick»

Разницу между изображениями легко обнаружить визуально, как по цвету, так и по несовпадению линий древков флагов.  

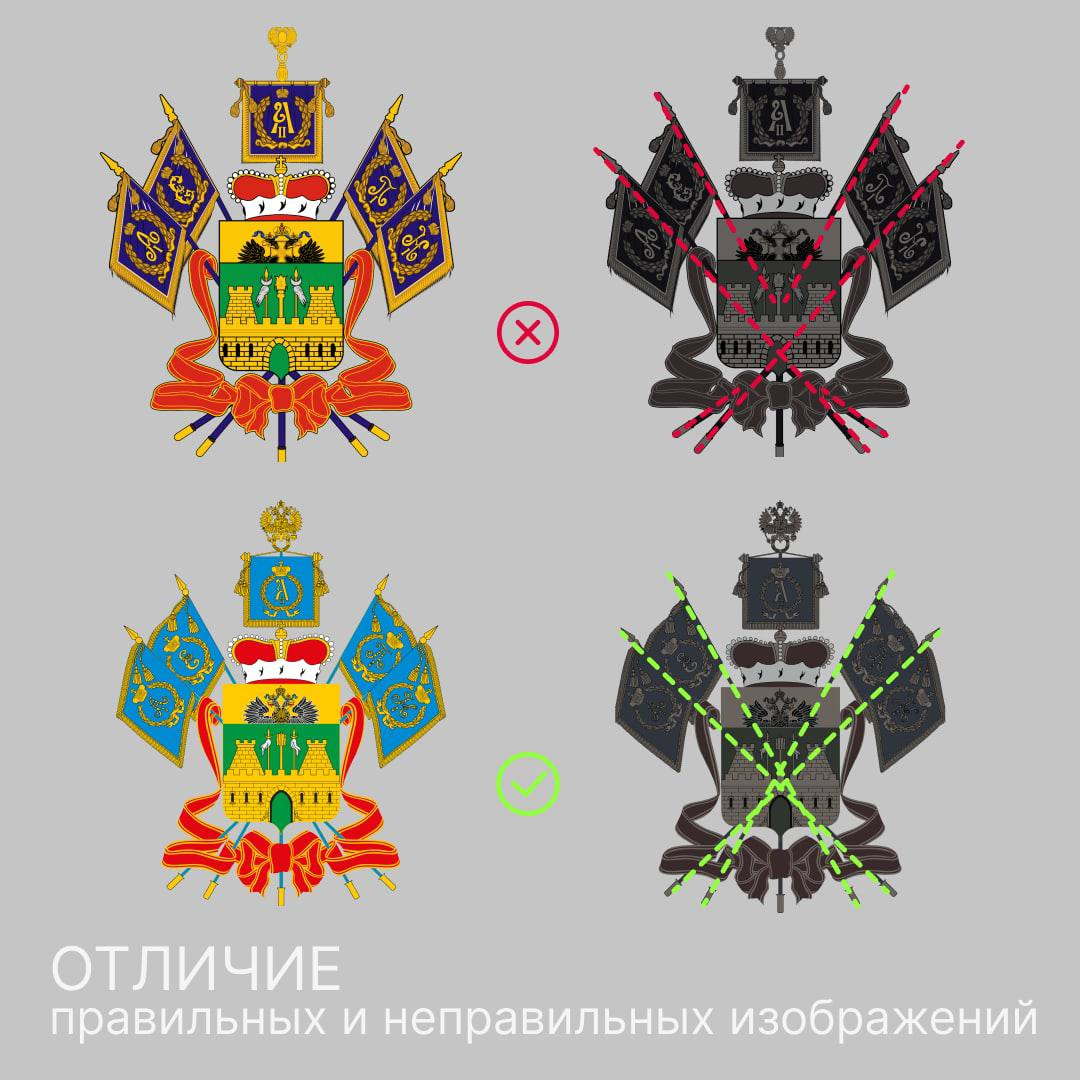
Hint for correct Coat of Arms of Krasnodar Krai

## Описание и обоснование символики
Геральдическое описание (блазон) гласит:
В зелёном щите золотая зубчатая стена, мурованная чёрным, с двумя такими же круглыми башнями и открытыми воротами. Между башен из-за стены выходят золотой пернач и по сторонам от него два серебряных бунчука с золотыми остриями и на золотых древках. В золотой главе щита возникающий Российский императорский орёл, (чёрный двуглавый, с золотыми клювами и червлёными (красными) языками), увенчанный императорскими коронами, из которых средняя больше и имеет лазоревые (синие, голубые) ленты, несущий на груди Кавказский крест (крест с мечами „За службу на Кавказе“).

Щит увенчан княжеской короной (шапкой), подложенной червльнью. За щитом лазоревый (голубой) штандарт с золотым коронованным вензелем императора Александра II, окруженным лавровым венком; в навершии штандарта — венок и над ним Российский императорский орел. По сторонам за щитом накрест положены четыре лазоревых знамени с золотым изображением коронованных вензелей императрицы Екатерины II и императоров Павла I, Александра I и Николая I, окружённых такими же дубово-лавровыми венками. Древки штандарта и знамён лазоревые, навершия, кисти на шнурах и бахрома штандарта, знамён и подтоки — золотые. Древки штандарта и знамён перевиты двумя лентами орденов Ленина, соединёнными под щитом бантом
Герб Краснодарского края в основе имеет изображение исторического герба Кубанской области Российской империи. В целом герб символизирует правый фланг Кавказской линии — системы военных сооружений, созданных при императорах Екатерине II, Павле I, Александре I, Николае I, Александре II для защиты южных рубежей России, ее борьбы против Турции и Персии за Кавказ. На груди орла — Кавказский крест в память о Кавказской войне. Пернач и бунчуки, будучи знаками власти военачальников у казаков (первый — полковничий знак, второй — более высокого ранга), говорят о самом активном участии казаков, переселившихся на Северный Кавказ, в охране Кавказской линии и в сражениях с турками и персами. Княжеская корона символизирует Тмутараканское княжество. Ленты ордена Ленина напоминают, что Краснодарский край дважды награжден этой высокой наградой.

## История

### В Российской империи
Герб Кубанской области Российской империи утвержден императором 31 января 1874 года: 
В зеленом щите золотая зубчатая стена с двумя таковыми же круглыми башнями, с открытыми воротами и черными швами; над башней золотой пернач между двух серебряных бунчуков с золотыми остриями, на золотых же древках. В золотой главе щита черный возникающий императорский орел, имеющий на груди Кавказский крест. Щит увенчан древней царской короной и украшен золотыми дубовыми листьями, соединенными александровской лентой; за щитом накрест положены четыре лазуревых знамени, украшенных золотой бахромой и с такими же окруженными дубовыми и лавровыми ветвями, коронованными вензелями Екатерины II, Павла I, Александра I и Николая I и в середине штандарт с вензелем Александра II»

### Советское время
Краснодарский край в составе РСФСР образован 13 сентября 1937 года после раздела Азово-Черноморского края. В советское время регион не имел своей символики.

### Герб 1995-2004 года
Закон «О символах Краснодарского края» был принят краевым Законодательным собранием 24 марта 1995 года. В тексте закона говорится: «Герб Краснодарского края в основе имеет изображение исторического герба Кубанской области. В зеленом щите золотая зубчатая стена с двумя такими же круглыми башнями с открытыми воротами и черными швами; над башней золотой пернач между двух серебряных бунчуков с золотыми остриями на золотых древках. В золотой верхней части щита черный возникающий орел, имеющий на груди Кавказский крест. Щит увенчан древней державной короной, над которой возвышается российский штандарт с навершием в виде орла и буквами „РФ“ в центре штандарта. Щит украшен золотыми дубовыми листьями, соединенными алой лентой. За щитом накрест расположены 4 лазоревых знамени, украшенных золотой бахромой, и с такими же вензелями, окруженными дубовыми и лавровыми ветвями».
Герб был доработан в 2004 году в соответствии с рекомендациями Геральдического Совета при Президенте РФ. Изменения зафиксированы Законом "О внесении изменений в Закон Краснодарского края «О символах Краснодарского края» от 28 июня 2004 года № 730-КЗ. Исправлены рисунки штандартов, царская корона сменилась княжеской в память о Тмутараканском княжестве. Александровская лента заменена на ленту ордена Ленина, которым дважды награжден Краснодарский край.